# Laguna Pastos Grandes
La laguna Pastos Grandes es una laguna salada de Bolivia en el oeste del Departamento de Potosí en proceso de evaporación. Contiene una salmuera con una concentración de 1500 ppm de litio en su centro y también 
existen importantes depósitos de ulexita en la parte sud.

## Geografía
Se encuentra a una altitud de 4330 metros sobre el nivel del mar y tiene una superficie de 118 km² en unas dimensiones de 15,30 kilómetros de largo por 10,80 kilómetros de ancho y un perímetro de kilómetros, se caracteriza por tener lagunas sobre todo en el centro y sur donde la evaporación todavía no está presente.